# Norbert Conrads
Norbert Conrads (* 21. září 1938, Vratislav) je německý historik a germanista.

## Životopis
Od roku 1960 studoval dějiny a germanistiku na univerzitách ve Vídni a Kolíně nad Rýnem, kde v roce 1968 promoval. Po habilitaci v roce 1978 na univerzitě v Saarbrückenu působil v letech 1981 až 2003 jako profesor dějin novověku na univerzitě ve Stuttgartu a byl vedoucím projektu „Schlesische Geschichte“. Je autorem mnoha studií o dějinách vzdělávání, sociologie a Slezsku.
Za svou práci získal řadu ocenění.

## Publikace (výběr)
- Schlesien in der Frühmoderne: Zur politischen und geistigen Kultur eines habsburgischen Landes.
Neue Forschungen zur schlesischen Geschichte. Weimar 2009, ISBN 3-412-20350-5.
- Die tolerierte Universität: 300 Jahre Universität Breslau 1702 bis 2002. Stuttgart 2004, ISBN 3-515-08249-2.
- Quellenbuch zur Geschichte der Universität Breslau 1702 bis 1811. Kolín 2003, ISBN 3-412-09802-7.
- Die Abdankung Kaiser Karls V. Abschiedsvorlesung gehalten am 23. Juli 2003 in der Universität Stuttgart. Stuttgart 2003, ISBN 3-926269-33-2.
- Deutsche Geschichte im Osten Europas: Schlesien. Berlín 1994, ISBN 3-88680-216-7.
- Ritterakademien der frühen Neuzeit. Vandenhoeck und Ruprecht, Göttingen 1982, ISBN 3-525-35918-7 (Habilitace Göttingen 1978).
- Die Durchführung der Altranstädter Konvention in Schlesien 1707–1709. Köln 1971, ISBN 3-412-90171-7 (Dizertace Kolín 1971).